# Coleophora lithargyrinella
Coleophora lithargyrinella é uma espécie de mariposa do gênero Coleophora pertencente à família Coleophoridae.